# Góra (powiat inowrocławski)

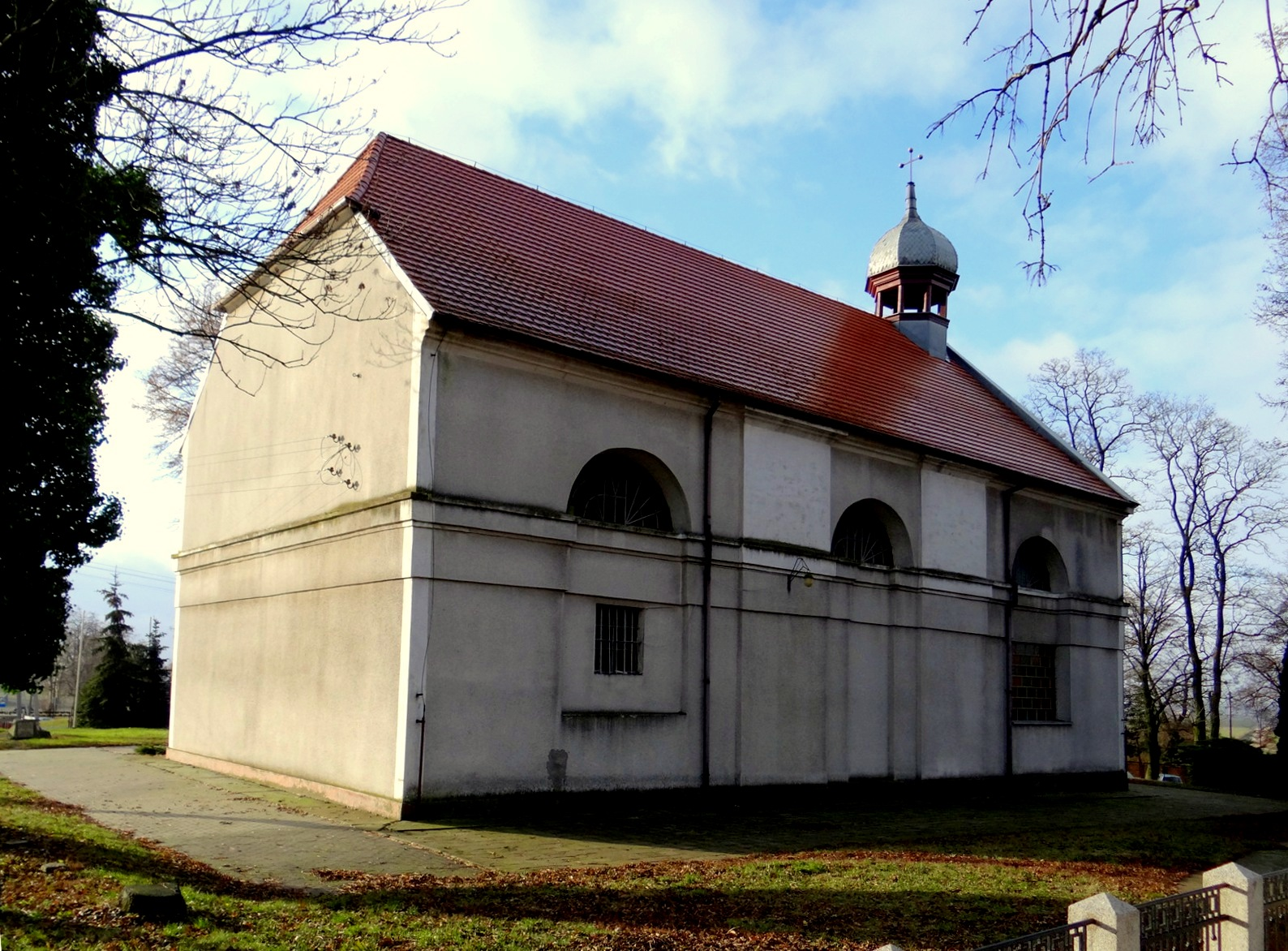
Góra. Kościół Świętej Trójcy z pierwszej połowy XIX w.

Góra – wieś w Polsce, położona w województwie kujawsko-pomorskim, w powiecie inowrocławskim, w gminie Inowrocław.
Pod koniec XIX wieku wieś Góra liczyła 14 domostw i 114 mieszkańców. Kościół należał wtedy do dekanatu gniewkowskiego. W skład dóbr Góra wchodził folwark Góra i probostwo Góra (7 domostw i 110 mieszkańców, 1242 mórg rozliczeniowych).
W latach 1975–1998 miejscowość administracyjnie należała do województwa bydgoskiego.
Znajduje się tu otworowa kopalnia soli. 

## Zabytki
Według rejestru zabytków NID na listę zabytków wpisany jest cmentarz rzymskokatolicki z k. XVIII w. przy kościele parafialnym, nr rej.: A/1652 z 6.12.2013.
Późnoklasycystyczny kościół Świętej Trójcy zbudowany został w 1829 r. Na przykościelnym cmentarzu pochowany jest Stanisław Przybyszewski – jego pomnik wzniesiono w 1931 r. ze składek społeczeństwa.